# 自畫像 (達文西)
《自畫像》是現藏於都靈皇家圖書館的一幅紅粉筆畫，許多學者認為它是列奧納多·達·芬奇的自畫像。按照支持此學說者的說法，這幅畫是達文西在60歲左右繪成的。雖然並非學界同意觀點，但對公眾來說，這幅畫已經成為了達文西的典型肖像。

## 爭議
關於它是達文西自畫像的說法最早出現在19世紀，理由是畫中人與拉斐爾的《雅典學院》中的達文西像十分相似，且此畫的繪畫水準也符合達文西的水準。此外它和喬爾喬·瓦薩里的《藝苑名人傳》第二版卷頭插畫中的達文西像也很相似。
但此說並不為學界一致認可， 羅伯特·佩恩、 馬丁·坎普等人都曾表示質疑。 其反對者認為這幅畫的確是達文西在60歲左右繪製的，但不是自畫像，而是一位比他更年長的人，或許是其父皮耶羅·達文西或叔叔弗朗西斯科。

## 外部連結
- Leonardo da Vinci: anatomical drawings from the Royal Library, Windsor Castle （页面存档备份，存于），大都會藝術博物館的展覽，其中包含本畫